# Sylpheed
Sylpheed ist ein freies E-Mail-Programm und Newsreader für Unix-ähnliche und Windows-Betriebssysteme.
Es wird nach wie vor vom Erstautor Hiroyuki Yamamoto (japanisch 山本 博之, Yamamoto Hiroyuki) gewartet.
Die Prioritäten der Entwickler sind Geschwindigkeit, einfache Konfiguration, möglichst viel Funktionalität (zum Beispiel Scorefile und Filter) sowie Stabilität. Auf eine Unterstützung von HTML wird bewusst verzichtet.
Die Dokumentation für Sylpheed wird in einem eigenen, mehrsprachigen Projekt erstellt.

## Technik
Die Software nutzt das GUI-Toolkit GTK+ 2. Die Kernfunktionalität ist in der Programmbibliothek LibSylph separat von der Benutzeroberfläche abgelegt. Nachrichten werden im Datenformat von MH abgelegt, die Protokolle IMAP und POP werden unterstützt.

## Verfügbarkeit
Sylpheed wird als freie Software auch im Quelltext unter den Bedingungen der GNU General Public License (GPL) verbreitet. Es ist in vielen populären Linux-Distributionen direkt aus den Standard-Paketquellen installierbar. Es ist in Damn Small Linux, lubuntu und dem LXDE-Spin von Fedora als Standard-Ausstattung vorinstalliert.

## Geschichte
Die erste (Alpha-)Veröffentlichung von Sylpheed erfolgte mit Version 0.1.0alpha am 1. Januar 2000.
Die im April 2001 als Entwicklungsversion von Sylpheed entstandene, funktionsreichere Abspaltung Sylpheed-Claws erreichte am 17. Januar 2005 die Version 1.0. Die Abspaltung geht seit dem 7. November 2006 unter dem neuen Namen Claws Mail ausdrücklich eigene Wege mit einer unabhängig vom Mutterprojekt weiterentwickelten Codebasis.
Am 24. Dezember 2004 erschien Version 1.0 von Sylpheed. Mit Version 1.9.0 vom 1. Februar 2005 wurde von GTK1.2 auf GTK+ 2(.4) gewechselt. Am 29. Juli 2005 wurde Version 2.0.0 veröffentlicht. Ab Version 2.6.0 beinhaltet das Programm eine direkte Vorschau- und Lösch-Funktion für Nachrichten auf POP3-Servern. Ab Version 2.7.0 werden Plug-Ins unterstützt. Am 24. Februar 2010 wurde die Version 3.0 (stabil) veröffentlicht.